# Островка (Кемеровская область)
Остро́вка — село в Ижморском районе Кемеровской области. Входит в состав Святославского сельского поселения.

## География
Центральная часть населённого пункта расположена на высоте 165 м над уровнем моря.

## Население
| 2010 |
| ---- |
| 193  |

### Половой состав
По данным Всероссийской переписи населения 2010 года, в селе Островка проживало 193 человека (95 мужчин, 98 женщин).